# Rollingen
Ne doit pas être confondu avec Roullingen.
Rollingen (luxembourgeois : Rolleng) est une section de la commune luxembourgeoise de Mersch située dans le canton de Mersch.